# Enrique I de Reuss-Schleiz
Enrique I de Reuss-Schleiz (en alemán: Heinrich I Graf Reuss zu Schleiz; 26 de marzo de 1639, Schleiz; 18 de marzo de 1692, Köstritz) fue señor de Schleiz (1666-1673), conde de Reuss-Schleiz (1673-1692), conde y señor de Reuss-Plauen-Greiz, Saalburg,  Kranichfeld, Gera, y Lobenstein, elevado a Conde Imperial el 26 de agosto de 1673.

## Vida
Era hijo del conde Enrique III de Reuss-Schleiz-Gera-Saalberg (1603-1640) y de su esposa, Wildgraff Juliana Elisabeth von Salm-Neuwiller von Wildgraf (1602-1653), viuda del conde Enrique IV de Reuss-Obergreiz (1597-1629), hija de Wildgraf Friedrich von Salm-Neufwil (1547-1608) y de la condesa Sibila Juliana de Isenburg-Büdingen (1574-1604).
En 1640, con tan solo un año, obtuvo el trono de su tío Enrique IX, en 1647 recibe el trono de Reuss-Saalburg tras una partición, este efímero señorío desaparecería en 1666. En 1673 es ascendido al título de conde de Reuss-Schleiz.

### Muerte
Enrique I de Reuss-Schleitz murió el 18 de marzo de 1692 a la edad de 52 años en Köstritz y fue enterrado en Schleiz.

## Matrimonio y descendencia
Enrique I de Reuss-Schleiz se casó el 9 de febrero de 1662 en Viena con la condesa Esther von Hardegg-Glatz-Machlande (6 de diciembre de 1634, Stätteldorf; 21 de septiembre de 1676, Hof), hija del conde Julio III de Hardegg-Glatz-Machlande (1594-1684) y de la condesa Juana Susanna von Hardegg-Glacz-Machlande († 1635/1639). Tuvieron los siguientes hijos:
- María Catalina (2 de mayo de 1663, Saalburg; 13 de junio de 1663, Saalburg)
- Magdalena Juliana (16 de julio de 1664, Saalburg; 29 de junio de 1665, Saalburg)
- Eva María (4 de agosto de 1666, Schleiz; 12 de abril de 1667, Schleiz)
- Emilia Inés de Reuss-Schleiz (11 de agosto de 1667, Schleiz; 15 de octubre de 1729, Drena), se casó en primeras nupcias, en Schleiz, el 10 de agosto de 1682 con el conde Baltasar Erdmann von Promnitz (9 de enero de 1656 - 3 de mayo de 1703); y en segundas nupcias el 13 de febrero de 1711 en Drena con Federico de Sajonia-Weissenfels-Dahme (20 de noviembre de 1673 - 16 de abril de 1715), hijo del duque Augusto de Sajonia-Weissenfels (1614-1680) y de su segunda esposa, la condesa Juana Walpurgis de Leiningen-Westerburg (1647-1687)
- Enrique XI de Reuss-Schleiz (12 de abril de 1669, Schleiz; 28 de julio de 1726, Schleiz), conde de Reuss-Schleiz (1692-1726), su primer matrimonio ocurrió el 1 de septiembre de 1692 en Geilsdorf im Plauen con la condesa Johanna Dorothea von Tatenbach (13 de marzo de 1675-26 de octubre de 1714), hija del conde Sigismund Richard von Tatenbach-Geilsdorf (1621-1693) y de Frau Susanna Eleonora von Prösing zum Stein (1631-1692), luego el 8 de mayo de 1715 en Langenburg se casó con la condesa Augusta Dorotea de Hohenlohe-Langenburg (12 de enero de 1678-9 de mayo de 1740), hija del conde Enrique Federico de Hohenlohe-Langenburg (1625-1699) y de su segunda esposa, la condesa Juliana Dorotea de Castell-Remlingen (1640-1706)
- Enrique XII (8 de abril de 1670, Schleiz; 11 de agosto de 1670, Schleiz)
- Sofía Magdalena (28 de agosto de 1671, Schleiz; 12 de noviembre de 1671, Löma)
- Susana María (5 de junio de 1673, Schleiz; 13 de mayo de 1675, Schleiz)

Enrique I se casó por segunda vez el 22 de octubre de 1677 en Ratisbona con la condesa Maximiliana von Hardegg-Glatz-Machlande (16 de marzo de 1644, Thurn; 27 de agosto de 1678, Ratisbona), hija del conde Maximilian Philipp von Hardegg († 1663) y de la condesa Eva María de Zinzendorf († 1652). Tuvieron un hijo que murió un día después de su nacimiento:
- Enrique XIX (22 de julio de 1678, Ratisbona-23 de julio de 1678, Ratisbona)

Enrique I de Reuss-Schleitz se casó por tercera vez el 16 de mayo de 1680 en Aš, Bohemia, el 16 de mayo de 1680 con la condesa Ana María Isabel de Zinzendorf (12 de mayo de 1659, Bratislava - 8 de octubre de 1683, Schleiz), hija del conde Rudolf von Zinzendorf Reinecke (1620-1677) y de la baronesa Eva Susanna de Zinzendorf (1636-1709). Tuvieron un hijo y dos hijas:
- Enrique XXIV de Reuss-Köstritz (26 de julio de 1681, Schleiz - 24 de julio de 1748), conde de Reuss-Köstritz (1692-1748), se casó el 6 de mayo de 1704 con la baronesa Leonor de Promnitz-Ditersbach (7 de mayo de 1688-12 de mayo de 1726), hija de Freiherr Hans/Johann Christoph von Promnitz (1661-1689) y de la baronesa Anna Elisabeth Saurma von der Jelch (1663-1708)
- Eva Elisabeth (4 de noviembre de 1682, Schleiz; 1 de septiembre de 1683, Schleiz)
- Eva (25 de septiembre de 1689, Schleiz)